# Helga Dernesch
Helga Dernesch és una soprano i mezzosoprano austríaca nascuda a Viena el 3 de febrer de 1939. La cantant es va iniciar com a mezzosoprano, passà al registre de soprano lírica, després soprano dramàtica i retornà al final de la seva carrera a rols de mezzosoprano de caràcter.
Va estudiar en el Conservatori de Viena i, després de cantar oratoris i cantates, debutà a Berna en el paper de Marina, de Borís Godunov. Va ser artista estable a Berna des de 1961-63, a Wiesbaden de 1964-66 i a Colònia fins al 1969. El 1965 va ser Wellgunde a L'anell dels Nibelungs, en el Festival de Bayreuth, on també va cantar l'Elisabeth de Tannhäuser, que després va gravar en la primera integral de la versió de Paris dirigida per Georg Solti.
La temporada de 1968 debutà al Gran Teatre del Liceu, amb La valquíria. El 1970 hi va cantar Lohengrin. I altre cop La valquíria, aquesta vegada com a mezzosoprano.
El 1969 va cantar en el Festival de Salzburg, iniciant així una fructífera relació professional amb Herbert von Karajan, que la va instar a cantar papers per a soprano dramàtica wagneriana, com Brünnhilde i Isolda. Cantà en el Metropolitan Opera de Nova York entre 1985 i 1995.
Artista regular de l'Òpera Estatal de Baviera a Munic allí va cantar la seva primera Mariscala d'El cavaller de la rosa, al 1977 i Goneril en la premier mundial de Lear, d'Aribert Reimann, que cantaria després a San Francisco al costat de Thomas Stewart. A l'octubre de 2000 va estrenar La casa de Bernarda Alba, també de Reinmann, sobre Garcia Lorca.
Ha cantat a Zürich, Amsterdam, Glyndebourne, Londres, Paris, San Francisco, Nova York i Chicago en els papers de Leonore, a Fidelio, Sieglinde i Brünnhilde, a Die Walküre, la Isolde de Tristan und Isolde, La tintorera a Die Frau ohne Schatten, Clytemnestra a Elektra, Kabanicha a Káťa Kabanová, Larina a Eugene Onegin.
En els últims anys com a mezzo de caràcter ha interpretat l'Herodías de Salomé, Arabella, Mahagonny, La dama de piques i Dialogues des Carmélites.
Va estar casada amb el tenor Werner Krenn.

## Discografia de referència
- Beethoven: Fidelio / Karajan
- Berlioz: Les Troyens (Casandra) / Albrecht
- Humperdinck: Hänsel und Gretel (la mare) / Solti (DVD)
- Schoeck: Penthesilea / Albrecht
- Reimann: Lear (Goneril) / Albrecht
- Strauss: Arabella / Jeffrey Tate
- Strauss: Arabella / Thielemann (DVD)
- Strauss: Der Rosenkavalier / C. Kleiber (Munic 1977)
- Strauss: Der Rosenkavalier (en anglès) / Gibson
- Wagner. Tannhäuser / Solti
- Wagner: Tristan und Isolde / Karajan
- Wagner: Siegfried / Karajan
- Wagner: Götterdämmerung / Karajan
- Wagner: Die Walküre (Acte 1) / Klemperer
- Weill: The Threepenny Opera / Mauceri